# Won Ji-an
Won Ji-an (kor. 원지안), ur. jako Kim In-seon (kor. 김인선, ur. 17 sierpnia 1999 w Bucheon) – południowokoreańska aktorka.

## Życiorys
Won Ji-an urodziła się 17 sierpnia 1999 roku w Bucheon, w prowincji Gyeonggi. Jest absolwentką Korea National University of Arts.

## Kariera
Won Jin-an zyskała sławę dzięki roli w dramatach D.P. i Heartbeat.
W 2024 roku ogłoszono, że wystąpi w drugim sezonie serialu Squid Game. Drugi sezon miał premierę 26 grudnia 2024, a Won Ji-an wcieliła się w rolę Se-mi (380).
W tym samym roku wystąpiła w teledysku piosenki The Story Behind (kor. 그렇지 않아) autorstwa południowokoreańskiego piosenkarza Cho Kyu-hyuna.

## Filmografia

### Filmy
- 2021: A Year-End Medley jako Lee Young

### Seriale
- 2021–2023: D.P. jako Mun Yeong-ok
- 2022:
  - If You Wish Upon Me jako Ha Joon-kyung
  - Hope or Dope jako Kyung Da-jung
- 2023: Heartbeat jako Joo In-hae
- 2024: Squid Game jako Se-mi (380)

### Nadchodzące produkcje
- Pleasant Bullying jako Soo Hyun (data premiery nieznana)[6]

## Nagrody i nominacje
W 2022 roku Won Ji-an została nominowana do Blue Dragon Series Awards w kategorii "Best New Actress" za rolę w serialu Hope or Dope. W tym samym roku została również nominowana do Director's Cut Awards w kategorii "Best New Actress (TV)" za rolę w serialu D.P. i do KBS Drama Awards w kategorii "Best Supporting Actress" za rolę w serialu If You Wish Upon Me. Rok później ponownie nominowano ją do KBS Drama Awards, tym razem w kategorii "Best New Actress" z rolę w filmie Heartbeat. W 2023 roku została również nominowana i wygrała Korea First Brand Awards w kategorii "Best Rookie Actress" za rolę w filmie If You Wish Upon Me.